# 敢斗奖
敢斗奖（Combativity award），是一项在公路自行车比赛中所授予的奖项，通常会在多日赛及三大自行车环赛中设立此奖项，授予那些在多日赛的单个赛段或者全部的多日赛赛程中表现最积极的车手，对他们的拼搏精神给予肯定和鼓励。